# Angol labdarúgó-játékvezetők listája
Az alábbi lista a nevezetes angol labdarúgó-játékvezetők nevét tartalmazza.
| Ábécé szerinti tartalomjegyzék                      |
| --------------------------------------------------- |
| A B C D E F G H I J K L M N O P Q R S T U V W X Y Z |

## A
- Charles Argent (1898–1983) nemzetközi játékvezető
- Gerald Ashby (1949–2001) nemzetközi játékvezető
- Kenneth Aston (1915–2001) nemzetközi játékvezető
- Martin Atkinson (1971–) nemzetközi játékvezető

## B
- Herbert Bamlett (1882–1941) nemzetközi játékvezető, labdarúgóedző
- Graham Barber (1958–) nemzetközi játékvezető
- Arthur Willoughby Barton (1899–1976) atomfizikus, nemzetközi játékvezető
- Anthony Bates (1961–) nemzeti játékvezető, nemzetközi asszisztens
- George Richard Bayness (1888–?) labdarúgó, nemzetközi játékvezető
- Stephen Bennett (1961–) nemzetközi játékvezető
- Arthur Blythe (1907–1993) nemzetközi játékvezető
- Stanley Boardman (1900–1959) nemzetközi játékvezető
- Martin Bodenham (1950–) nemzetközi játékvezető, krikett-játékvezető
- Kenneth Burns (1931–2016) nemzetközi játékvezető
- Norman Burtenshaw (1926–2023) nemzetközi játékvezető

## C
- Thomas Campbell (1865–1938) nemzetközi játékvezető
- Darren Cann (1969–) nemzetközi asszisztens
- Mark Clattenburg (1975–) nemzetközi játékvezető
- Williams Clements (1919–1998) nemzetközi játékvezető
- John Clough (1909–1980) nemzetközi játékvezető
- George Courtney (1941–) nemzetközi játékvezető

## D
- Kenneth Dagnall (1921–1995) nemzetközi játékvezető
- Law Dale (1894–1954) nemzetközi játékvezető
- Mike Dean (1968–) nemzetközi játékvezető
- Philip Don (1952–) nemzetközi játékvezető
- Philip Dowd (1963–) nemzeti játékvezető
- Paul Durkin (1955–) nemzetközi játékvezető

## E
- David Elleray (1954–) nemzetközi játékvezető
- Arthur Ellis (1914–1999) nemzetközi játékvezető
- William Evans (1905–1999) nemzetközi játékvezető

## F
- James Finney (1924–2008) nemzetközi játékvezető
- Albert Fogg (1897–1942) nemzetközi játékvezető
- John Fowler (1880–1950) nemzetközi játékvezető

## G
- Henry Goodley (1880–1951) nemzetközi játékvezető, a Serie A-ban vezetett bajnoki mérkőzéseket
- Allan Gunn (1943–2004) nemzetközi játékvezető

## H
- Keith Hackett (1944–) nemzetközi játékvezető
- Mark Halsey (1961–) nemzetközi játékvezető
- Robbie Hart (1947–) nemzeti játékvezető
- Arthur Holland (1922–1987) nemzetközi játékvezető
- John Homewood (1932–1991) nemzetközi játékvezető
- John Howcroft (1874–1962) nemzetközi játékvezető
- Denis Howell (1923–1998) nemzetközi játékvezető, sportvezető, miniszter
- Kevin Howley (1924–1997) nemzetközi játékvezető
- John Hunting (1935–2024) nemzetközi játékvezető

## I
- John Ibbotson (1869–1950) nemzetközi játékvezető
- Alexandra Ihringova (1975–) szlovák-angol nemzetközi játékvezető

## J
- Eric Jennings (1923–1988) nemzetközi játékvezető
- Arthur James Jewell (1898–1952) nemzetközi játékvezető
- Peter Jones (1954–) nemzetközi játékvezető

## K
- Gordon Kew (1930–2018) nemzetközi játékvezető
- Thomas Kyle (1858–1932) nemzetközi játékvezető

## L
- Reginald Leafe (1914–2001) nemzetközi játékvezető
- Walter Lewington (1891–1965) nemzetközi játékvezető
- John Lewis (1855–1926) nemzetközi játékvezető
- William Ling (1907–1984) nemzetközi játékvezető
- Arthur Luty (1918–2013) nemzetközi játékvezető

## M
- Francis Marindin (1838–1900) nemzetközi játékvezető
- Andre Marriner (1971–) nemzetközi játékvezető
- Robert Matthewson (1930–2000) nemzetközi játékvezető
- George McCabe (1922–2001) nemzetközi játékvezető
- Henry Norman Mee (1893–1964) nemzetközi játékvezető
- Neil Midgley (1942–2001) nemzetközi játékvezető

## N
- Harold Nattrass (1897–1974) nemzetközi játékvezető

## O
- Michael Oliver (1985–) nemzetközi játékvezető

## P
- Patrick Partridge (1933–2014) nemzetközi játékvezető
- John Pearson (1868–1931) nemzetközi játékvezető
- Graham Poll (1963–) nemzetközi játékvezető
- Albert Prince-Cox (1890–1967) nemzetközi játékvezető, edző, ökölvívó
- Lee Probert (1972–) nemzetközi játékvezető

## R
- Amy Rayner (1977–) nemzetközi játékvezető
- George Reader (1896–1978) nemzetközi játékvezető
- Michael Riley (1964–) nemzetközi játékvezető
- Alan Robinson (1937–) nemzetközi játékvezető
- Stanley Rous (1895–1986) nemzetközi játékvezető

## S
- James Schumacher (1863–1933) nemzetközi játékvezető
- John Shires (1851–1925) nemzetközi játékvezető
- Wagstaffe Simmons (1866–1954) nemzetközi játékvezető
- David William Smith (1926–2010) nemzetközi játékvezető
- Robert Styles (1964–) nemzetközi játékvezető

## T
- Anthony Taylor (1978–) nemzetközi játékvezető
- John Keith Taylor (1930–2012) nemzetközi játékvezető
- Wendy Toms (1962–) nemzetközi játékvezető

## W
- Mark Warren (1960–) nemzeti játékvezető, nemzetközi asszisztens
- Howard Webb (1971–) nemzetközi játékvezető
- Clive White (1940–) nemzetközi játékvezető
- Alan Wilkie (1951–) nemzetközi játékvezető
- Gary Willard (1959–2024) nemzetközi játékveztő
- A. C. Williams (1906–1971) nemzetközi játékvezető
- John Wood (1872–1921) nemzetközi játékvezető
- Joseph Bertram Worrall (1945–) nemzetközi játékvezető